# Sietske Poepjes
Sietske Aleida Elisabeth (Sietske) Poepjes (Harlingen, 21 augustus 1979) is een Nederlands juriste, ambtenaar, politica en bestuurster. Ze is lid van het CDA. Sinds 27 februari 2024 is ze burgemeester van Olst-Wijhe.

## Maatschappelijke carrière
Poepjes ging tot 1997 naar het vwo op het Bogerman College in Sneek. Zij studeerde van 1997 tot 2002 Nederlands recht aan de Rijksuniversiteit Groningen met een specialisatie in het staats- en bestuursrecht en de rechtstheorie. In 2005 volgde zij de CDA Zomerschool en van 2006 tot 2007 de CDA Kaderschool aan het Steenkampinstituut in Den Haag.
Van 2003 tot 2006 werkte Poepjes als beleidsmedewerker ruimtelijke ordening en van 2006 tot 2011 als juridisch controller bij de gemeente Lemsterland. Zij was er ook hoofd juridische zaken. Daarnaast was zij van 2006 tot 2011 juridisch adviseur voor de Stichting Duurzame Garnalenvisserij. Van 2009 tot 2017 was zij redacteur bij Bestuursforum, het partijblad van de CDA Bestuurdersvereniging.

## Politieke carrière
Van 2007 tot 2011 was Poepjes namens het CDA Statenlid van Friesland. Van 2011 tot 2023 was ze gedeputeerde van Friesland als opvolger van Sjoerd Galema. Van 2011 tot 2015 had zij onder andere infrastructuur en milieu in haar portefeuille. Van 2015 tot 2019 kwam daar onder andere taal en cultuur bij. In haar laatste periode van 2019 tot 2023 had zij naast taal en cultuur onder andere onderwijs, klimaat en energie in haar portefeuille. Daarnaast was zij loco-commissaris van de Koning.

## Burgemeester van Olst-Wijhe
Op 28 november 2023 werd Poepjes door de gemeenteraad van Olst-Wijhe voorgedragen als nieuwe burgemeester. Op 29 januari 2024 werd bekendgemaakt dat zij is benoemd bij koninklijk besluit met ingang van 27 februari dat jaar. Op die dag werd zij ook geïnstalleerd en beëdigd. Zij heeft algemene bestuurlijke zaken en coördinatie, openbare orde en veiligheid, integriteit en integrale handhaving in haar portefeuille. Zij vertegenwoordigt Olst-Wijhe bij het Districtelijk Veiligheidsoverleg Politie, bij het Regionaal Coördinatiepunt Integrale Veiligheid en in het algemeen bestuur van de Veiligheidsregio IJsselland.

## Nevenfuncties
Poepjes is, naast haar nevenfuncties ambtshalve, voorzitter van het Sint-Annaleen (studieleen van Makkum en omgeving, waarschijnlijk oudste in Nederland), trainer bij de Eduardo Frei Stichting (gelieerd aan het CDA en verzorgt politieke training aan politici In landen met een jonge democratie), lid van de Fryske Akademy en bestuurslid van de Stichting Frysk Tichelwurk, het Collectiecentrum Fryslân (museum collecties), Makkum Art en de Stichting Geschiedenis van de Eetcultuur.

## Publicatie
- Sietske Poepjes: Eigenheid, het belang van regionale culturen (Gorredijk, Uitgeverij Noordboek, ISBN 9789464711110, 6 juli 2023).[13]